# 薇姬·奥尔
薇姬·奥尔（英語：Vickie Orr，1967年2月25日—），生于阿拉巴马州哈特塞尔，美国前女子篮球运动员。她曾随国家队获得1990年女子篮球世锦赛冠军和1992年夏季奥运会女子篮球比赛铜牌。